# Le Brouilh-Monbert
Le Brouilh-Monbert este o comună în departamentul Gers din sudul Franței. În 2009 avea o populație de 245 de locuitori.

## Evoluția populației
| An        | 1975 | 1982 | 1990 | 1999 | 2006 | 2009 |
| --------- | ---- | ---- | ---- | ---- | ---- | ---- |
| Populație | 228  | 202  | 207  | 212  | 253  | 245  |